# Lastrea recurva
Lastrea recurva là một loài dương xỉ trong họ Dryopteridaceae. Loài này được Newm. mô tả khoa học đầu tiên năm 1844.
Danh pháp khoa học của loài này chưa được làm sáng tỏ. 